# Kim Si-eun
Kim Si-eun (Goyang, 19 januari 1999) is een Zuid-Koreaans actrice. Ze is bekend van haar hoofdrol in Next Sohee in 2022 en haar rol in het tweede seizoen van Squid Game in 2024.

## Biografie
Kim werd geboren op 19 januari 1999 in Goyang in het Ilsandog District, Gyeonggi-do, Zuid-Korea.
Ze maakte haar debuut op televisie in de show Live Talk! Talk! Boni Hani.
In 2022 brak Kim door met haar rol in de dramafilm Next Sohee, geregisseerd door Ill-Jung Ju-ri. Voor deze rol won Kim een Baeksang Arts Award in de categorie Beste nieuwe actrice op de 59ste Baeksang Arts Awards. In september 2023 tekende Kim een contract bij Goldmedalist.
In december 2024 was Kim te zien in de succesvolle Netflix-serie Squid Game, waar ze de rol vertolkte van deelneemster Young-mi onder het nummer 095. Kim kreeg wereldwijde herkenning voor deze rol. Squid Game stond op nummer 1 in de Netflix's Global Top 10.

## Filmografie

### Films
| Jaar | Titel           | Rol           | Ref   |
| ---- | --------------- | ------------- | ----- |
| 2018 | The Negotiation | Lee Jong-seok | [ 7 ] |
| 2020 | Boys Be!        | Eun-ji        | [ 7 ] |
| 2022 | Next Sohee      | So-hee        | [ 8 ] |
| 2022 | You and I       | Ha-eun        | [ 9 ] |

### Televisie
| Jaar | Titel                         | Rol                       | Extra     | Ref    |
| ---- | ----------------------------- | ------------------------- | --------- | ------ |
| 2018 | When Time Stops               | Hwa-sook                  |           | [ 10 ] |
| 2019 | Special Labor Inspector       | Assistant Manager Oh      |           | [ 11 ] |
| 2020 | Chip In                       | Seon Deok-go              |           | [ 12 ] |
| 2020 | Run On                        | Go Ye-chan                |           | [ 13 ] |
| 2022 | Mental Coach Jegal            | Jo Ji-yeong               |           | [ 14 ] |
| 2022 | Brain, Your Choice of Romance | L                         |           | [ 15 ] |
| 2024 | Squid Game                    | Kim Young-mi (speler 095) | Seizoen 2 | [ 16 ] |
| 2025 | Knock-Off                     |                           |           | [ 17 ] |